# Karl Gönner
Karl Gönner (* 6. September 1911 in Mannheim; † 1983 ebenda) war ein deutscher Fußballspieler, der als Verteidiger beim Mannheimer Stadtteilclub VfL Neckarau von 1933 bis 1944 in der Gauliga Baden insgesamt 109 Ligaspiele absolviert und mit Neckarau in der Kriegssaison 1940/41 die Meisterschaft in Baden errungen hat.

## Sportliche Laufbahn
Karl Gönner debütierte am Starttag der neuen Gauliga Baden, den 10. September 1933, bei einer 1:2-Auswärtsniederlage beim Altmeister Karlsruher FV in der Mannschaft des VfL. Er agierte als linker Verteidiger im damalig angewandten WM-System vor Torhüter Otto Diringer. Er vertrat den Stammverteidiger Siegel und hatte am Rundenende drei Einsätze beim Erreichen des 7. Tabellenplatzes in der Gauliga Baden zu verzeichnen. In der letzten Runde vor Ausbruch des Zweiten Weltkrieges, 1938/39, absolvierte er als Stammverteidiger 17 Rundenspiele, erreichte mit Neckarau aber lediglich den 8. Rang. Der oftmalige Ausfall der Leistungsträger Siegfried Hessenauer, Willi Preschle und insbesondere von Auswahlspieler Gottfried Wenzelburger konnte im Verlauf der Runde nicht kompensiert werden. Am Rundenende lagen zwischen dem 5. Rang (VfB Mühlburg) mit 16:20 und dem 9. Rang (Sandhofen) mit 15:21 Punkten ein Zähler Unterschied. Auf Anordnung des Reichsfachamtes fand am 18. Mai 1939 im Mannheimer Stadion ein Entscheidungsspiel zur Ermittlung des zweiten Absteigers zwischen den zwei punktgleichen Mannschaften Sandhofen und Neckarau statt. Ohne Spielführer Gönner und Leistungsträger wie Hessenauer, Preschle und Wenzelburger verlor der VfL vor 5000 Zuschauern mit 0:2. Gönner blieb mit Neckarau aber auch zur Saison 1939/40 in der Gauliga Baden, da diese kriegsbedingt in drei Gruppen Nord, Mitte und Süd aufgeteilt wurde und die Nordgruppe sich aus dem SV Waldhof, VfR Mannheim, VfL Neckarau, SpVgg Sandhofen, SptVgg Amicitia Viernheim und der FG Kirchheim zusammen setzte.
Durch den Ausbruch des Zweiten Weltkrieges konnten die Meisterschaftsspiele 1939/40 erst ab Ende November 1939 wieder durchgeführt werden. Neckarau belegte den vierten Rang. In der zweiten Kriegsrunde, 1940/41, feierte der VfL Neckarau mit Torhüter Diringer, dem Verteidigerpaar Georg Lutz und Gönner, sowie den weiteren Spielern Hermann Klostermann, Theo Wahl, Richard Wahl, Gottfried Sälzler, Hermann Veitengruber, Richard Mannale, Kurt Gärtner, Oskar Benner, Gottfried Wenzelburger, Oskar Wilhelm und Torjäger Preschle den Meisterschaftserfolg vor dem VfB Mühlburg, SV Waldhof und den punktgleichen Teams VfR Mannheim und dem Freiburger FC. In 16 Spielen holte der Meister 27:5 Punkte bei einem Torverhältnis von 46:17 Treffern. Gönner hatte in allen 16 Spielen seinen VfL auf das Spielfeld geführt. Nur zwei Siege gestattete Neckarau den Gegnern in der gesamten Runde: Am dritten Hinrundenspieltag, den 20. Oktober 1940, verlor der VfL mit 0:1 beim härtesten Konkurrenten um den Titel, dem Karlsruher Stadtteilclub VfB Mühlburg, und völlig überraschend am 1. Dezember 1940 beim Altmeister Karlsruher FV mit 1:2. Der KFV belegte am Rundenende mit 4:28 Punkten abgeschlagen den letzten Platz. Nach der Niederlage in Karlsruhe startete Neckarau aber eine imposante Serie mit neun Siegen, darunter auch die Erfolge gegen Waldhof (1:0, 4:2), VfR Mannheim (1:0) und vor allem das meisterschaftsentscheidende Rückspiel am 2. März 1941 gegen Mühlburg mit 4:1.
In den folgenden Gruppenspielen um die deutsche Fußballmeisterschaft bestritt Spielführer Gönner alle sechs Gruppenspiele gegen Rapid Wien, München 1860 und die Stuttgarter Kickers. Der badische Bereichsmeister landete punktgleich mit Stuttgarter Kickers, beide Mannschaften hatten 4:8 Punkte vorzuweisen, auf dem vierten Gruppenplatz. In den zwei Spielen gegen den späteren deutschen Meister Rapid Wien, kassierte die Neckarauer Defensive 15 Gegentore. Gönner und Kollegen waren dem Angriffswirbel von Willy Fitz, Georg Schors, Franz Binder, Hermann Dvoracek, Matthias Kaburek und Wilhelm Holec nicht gewachsen gewesen. Am 9. März 1941 hatte Gönner mit seinen Vereinskameraden Lutz, Richard Mannale, Preschle und Wenzelburger in der Gauauswahl von Baden im Halbfinale des Wettbewerbs um den Reichsbundpokal in Dresden gegen die Auswahl von Sachen bei einer 2:7-Niederlage mitgewirkt. Auch da war die Klasse von Spielern wie Herbert Pohl, Walter Dzur, Helmut Schubert, Heinrich Schaffer, Fritz Machate, Herbert Weigel und Gustav Carstens einfach zu hoch, um ernsthaft bestehen zu können.
Als Titelverteidiger landete Neckarau 1941/42 hinter Meister SV Waldhof auf dem 2. Rang. Als 1942/43 der VfR Mannheim mit 36:0 Punkten der Titelgewinn mit dem überragenden Torschützen Walter Danner (58 Tore) gelang, Neckarau mit 15:21 Punkten und 40:35 Toren weit abgeschlagen auf dem 8. Platz die Runde beendete, war der Defensivroutinier in 14 Ligaspielen aufgelaufen. In der Serie 1943/44 in der KSG VfL/07 Neckarau konnte er nochmals fünf Rundenspiele für Neckarau bestreiten. Das letzte nachweisbare Verbandsspiel war die 0:4-Heimniederlage am 19. Dezember 1943 gegen den souveränen Meister VfR Mannheim. Er bildete dabei mit seinem langjährigen VfL-Kollegen Wenzelburger das Verteidigerpaar.  Der Verteidiger hatte in zehn Jahren Gauliga Baden von 1933 bis 1943 insgesamt 109 Verbandsspiele absolviert.